# Yecoanita
Yecoanita (Yecomita), jedna od lokalnih skupina Vilela Indijanaca koji su (prema karti Metrauxa) nekada živjeli na argentinskom Chacu u susjedstvu plemena Atalalá i Yooc, blizu rijeke Bermejo. Godine 1767. nije ih bilo više od 30.
Prema Metrauxu njihovo ime znači 'strijelci' (the archers).